# Mostar
Mostar là một thành phố và đô thị ở Bosna và Hercegovina, thành phố lớn nhất và quan trọng nhất trong khu vực Herzegovina và trung tâm của bang Herzegovina-Neretva thuộc Liên bang. Mostar nằm hai bên dòng sông Neretva và là thành phố lớn thứ năm của Bosna và Hercegovina. Mostar được đặt tên theo cây cầu kiểu vòm (cầu Stari Most, nguyên bản: mostari), cũng là một pháo đài thời trung cổ tên là Stari Most (tức Cầu Cổ) trên sông Neretva. Cầu Cổ là một trong những địa danh nổi tiếng và dễ nhận biết nhất của thành phố.

## Lịch sử
Các khu định cư của con người bên sông Neretva, giữa đồi Hum và núi Velez, đã tồn tại từ thời tiền sử, chứng minh qua các khám phá của các công sự và nghĩa trang. Bằng chứng của sự chiếm đóng La Mã được phát hiện bên dưới thành phố hiện nay.
Mostar thời trung cổ, mặc dù các nhà thờ chính toà Kitô hữu thời hậu cổ đại vẫn còn được sử dụng, vài nguồn lịch sử được bảo tồn và không biết nhiều về giai đoạn này. Tên của Mostar lần đầu tiên được đề cập trong một tài liệu có niên đại từ 1474, lấy tên của nó từ những người canh giữ cầu (mostari), điều này đề cập đến sự tồn tại của một cây cầu gỗ từ thị trường bên bờ trái của sông được sử dụng bởi các thương nhân, chiến sĩ, và các du khách khác. Trong thời gian này cũng là thủ phủ của một (huyện với một thẩm phán khu vực) kadiluk. Do Mostar tọa lạc trên các tuyến đường thương mại giữa Adriatic và các khu vực khoáng sản phong phú của miền trung Bosnia, khu định cư bắt đầu lan ranh đến hữu ngạn của dòng sông.
Tuy nhiên, trước những năm 1474 tên của hai thị trấn xuất hiện trong các nguồn lịch sử thời Trung cổ, cùng với vùng lãnh thổ và tài sản của họ sau thời trung cổ - thị trấn Nebojša và Cimski grad. Trong những năm đầu thế kỷ 15 cuối thời trung cổ quận của Večenike bao gồm các địa điểm của Mostar ngày nay dọc theo bờ phải của Neretva: Zahum, CIM, Ilići, Hraštani và Vojno. Đó là ở trung tâm của khu vực này, mà năm 1408 thuộc về của Radivojević, CIM pháo đài được xây dựng (trước 1443). Mostar là gọi gián tiếp trong điều lệ của vua Alfonso V của Aragon hẹn hò từ năm 1454 như Pons (Bridge), một cây cầu đã được xây dựng ở đó (cầu Stari Most). Trước năm 1444, pháo đài Nebojša được xây dựng trên bờ trái của Neretva, thuộc quận cuối thời trung cổ vẫn còn được biết đến như Večenike hoặc Večeri. Các tài liệu tham khảo tài liệu sớm nhất để Mostar như là một ngày giải quyết từ 03 Tháng Tư 1452, khi người bản xứ của Dubrovnik đã viết thư cho đồng bào của họ trong các dịch vụ của Đorđe Branković nói rằng Vladislav

## Kinh tế

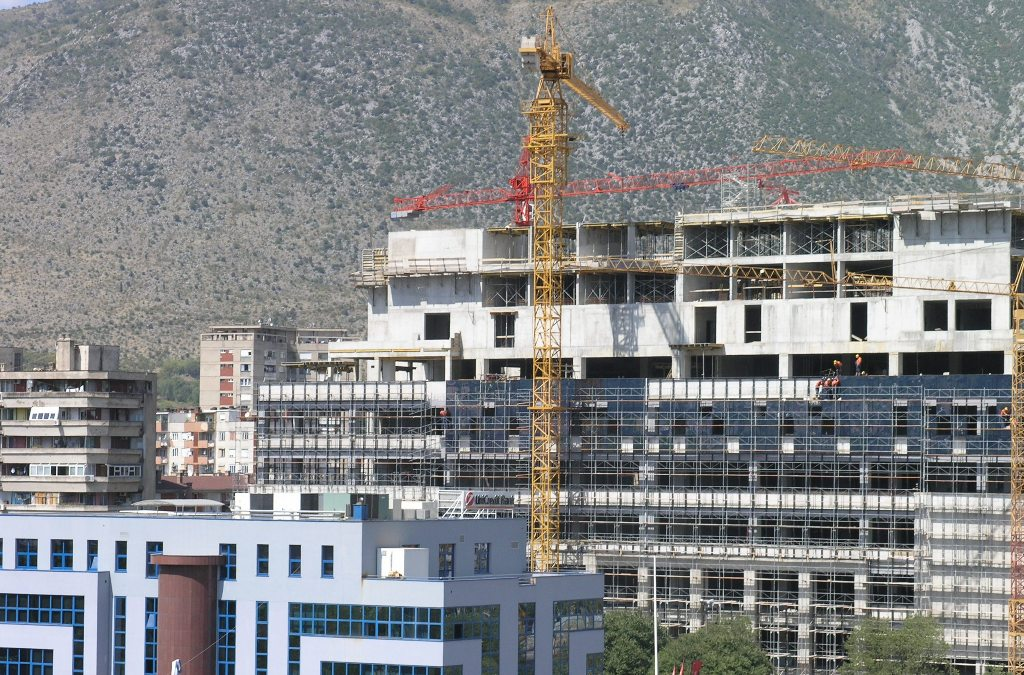
Xây dựng trung tâm mua sắm lớn nhất tại Bosna và Hercegovina- "Mepas Mall"

Kinh tế của Mostar phụ thuộc nặng nề vào ngành công nghiệp nhôm và kim loại, dịch vụ ngân hàng và viễn thông.  Thành phố này là trụ sở của một số công ty cổ phần lớn nhất quốc gia.
Cùng với Sarajevo, thành phố này là trung tâm tài chính lớn nhất tại Bosna-Hercegovina, với hai phần ba ngân hàng tại quốc gia này có trụ sở tại Mostar. Bosna-Hercegovina có ba nhóm công ty cổ phần dịch vụ điện, bưu chính và viễn thông quốc gia; mỗi nhóm đều có một trụ sở tại Mostar (công ty dịch vụ điện 'Elektroprivreda HZHB', công ty dịch vụ bưu chính Hrvatska Pošta Mostar và HT Mostar, công ty viễn thông lớn thứ ba tại quốc gia này). Ba công ty này (cùng với các ngân hàng và nhà máy nhôm) đóng góp một phần lớn trong hoạt động kinh tế của thành phố. 